# William Elliot
Sir William Elliot (3 giugno 1896 – 27 giugno 1971) è stato un ufficiale inglese.

## Carriera
Studiò alla Tonbridge School. Successivamente entrò nel Army Service Corps nel 1915 e poi si trasferì al Royal Flying Corps nel 1917. Fu nominato responsabile del comando del 501° Squadron nel 1932, prima di diventare assistente del segretario del Committee of Imperial Defence nel 1937 e assistente del Segretario della Guerra nel 1939.
Prestò servizio nella seconda guerra mondiale come responsabile del comando del RAF Middle Wallop e come responsabile della Air Staff for Night Defences presso la sede della RAF Fighter Command nel 1941 e poi come Direttore dei Piani presso l'Air Ministry nel 1942. Ricoprì la carica di responsabile del comando del RAF Gibilterra e poi come comandante della RAF Balkan Air Force nel corso del 1944 fino a quando non fu fatto Assistant Chief Executive presso il Ministero della Produzione Aeronautica, nel marzo del 1945.
Dopo la guerra lavorò come Assistente Capo di Stato Maggiore dell'Aeronautica e poi divenne Ufficiale Comandante-in-capo presso RAF Fighter Command nel 1947. Continuò a essere un amministratore del Ministro della Difesa nel 1949 e Presidente del British Joint Services Mission a Washington e rappresentante nel Regno Unito alla Nato nel 1951, prima di ritirarsi nel 1954.

## Matrimonio
Nel 1931 sposò Rosemary Chancellor, figlia di Sir John Chancellor. Ebbero due figli: Simon e Lutie. Suo figlio Simon sposò Annabel Shand, sorella di Camilla Parker-Bowles.